# عمرو الجيوشي
عمرو الجيوشي (مواليد 1 يوليو 1971) هو لاعب كرة يد معتزل مصري، شارك مع منتخب مصر في أولمبياد 1996 و2000.

## وصلات خارجية
- عمرو الجيوشي على موقع أوليمبيديا (الإنجليزية)